# Rivière Kauashetesh
La rivière Kauashetesh est un affluent de la rivière au Serpent, coulant dans le territoire non organisé de Passes-Dangereuses, dans la municipalité régionale de comté (MRC) Maria-Chapdelaine, dans la région administrative de Saguenay–Lac-Saint-Jean, dans la province de Québec, au Canada.
Le bassin versant de la rivière Kauashetesh est desservi par la route forestière R0274 qui passe au Nord du lac du Goéland et au Nord-Ouest du lac du Serpent. La vallée de la rivière Kauashetesh est aussi desservie par quelques routes secondaires desservent la zone pour les besoins de la foresterie et des activités récréotouristiques,,.
La foresterie constitue la principale activité économique du secteur ; les activités récréotouristiques, en second.
La surface de la rivière Kauashetesh est habituellement gelée de la fin novembre au début avril, toutefois la circulation sécuritaire sur la glace se fait généralement de la mi-décembre à la fin mars.

## Géographie
Les principaux bassins versants voisins de la rivière Kauashetesh sont :
- côté Nord : rivière au Serpent, lac Maupertuis, rivière Brodeuse, lac Péribonka, rivière Péribonka, rivière des Prairies ;
- côté Est : rivière au Serpent, rivière des Prairies, rivière Péribonka, Petite rivière Shipshaw ;
- côté Sud : rivière au Serpent, lac Tisonnier, lac D'Ailleboust, rivière D'Ailleboust, lac Étienniche, rivière Étienniche ;
- côté Ouest : rivière Ashiniu, lac du Serpent, lac du Goéland, rivière au Serpent Sud-Ouest, rivière Lapointe, rivière du Sapin Croche, rivière Mistassibi Nord-Est, rivière Mistassibi[2].

La rivière Kauashetesh prend sa source à l’embouchure d’un lac non identifié (longueur : 1,5 km ; altitude : 356 m) dans le territoire non organisé de Passes-Dangereuses. Ce plan d’eau est situé au pied Ouest d’une montagne, soit à :
- 10,5 km au Nord-Est du lac au Serpent ;
- 3,2 km au Nord-Ouest de l’embouchure de la rivière Kauashetesh (confluence avec la rivière au Serpent) ;
- 13,5 km au Sud-Est de l’embouchure de la rivière au Serpent Sud-Ouest (confluence avec la rivière du Serpent ;
- 31,1 km au Nord-Ouest de l’embouchure de la rivière du Serpent (confluence avec la rivière Péribonka) ;
- 18,1 km au Sud-Ouest du barrage de l’embouchure du lac Péribonka (traversé par la rivière Péribonka)[2],[5].

À partir de sa source, la rivière Kauashetesh coule sur 4,2 km, entièrement en zone forestière, entre la rivière des Prairies (côté Nord-Est) et la rivière au Serpent (côté Sud-Ouest), selon les segments suivants :
- 2,7 km vers le Sud-Est, en traversant un lac non identifié (longueur : 1,2 km ; altitude : 349 m), jusqu’à son embouchure ;
- 0,9 km vers le Sud-Est, jusqu’à la décharge (venant du Sud-Ouest) de deux lacs de montagne ;
- 0,6 km vers le Sud-Est dans une plaine, jusqu’à son embouchure[2].

La rivière Kauashetesh se déverse sur la rive Nord de la rivière au Serpent. Cette embouchure est située à :
- 10,4 km au Nord-Est du lac du Serpent ;
- 16,1 km au Sud-Est de l’embouchure de la rivière au Serpent Sud-Ouest (confluence avec la rivière au Serpent) ;
- 28,2 km au Nord-Ouest de l’embouchure de la rivière au Serpent ;
- 34,8 km au Nord-Ouest de l’embouchure de la rivière Manouane ;
- 20,6 km au Sud-Ouest de l’embouchure du lac Péribonka lequel est traversé vers le Sud-Est par la rivière Péribonka ;
- 121,5 km au Nord de l’embouchure de la rivière Péribonka (confluence avec le lac Saint-Jean)[2].

À partir de l’embouchure de la rivière Kauashetesh, le courant descend le cours de la rivière au Serpent sur 40,7 km vers le Sud-Est, le cours de la rivière Péribonka sur 150,3 km vers le Sud, traverse le lac Saint-Jean sur 29,3 km vers l’Est, puis emprunte sur 155 km le cours de la rivière Saguenay vers l’Est jusqu'à la hauteur de Tadoussac où il conflue avec le fleuve Saint-Laurent.

## Toponymie
Le toponyme de « rivière Kauashetesh » a été officialisé le 6 septembre 1984 à la Banque des noms de lieux de la Commission de toponymie du Québec.